# Корнволл-он-Гадсон (Нью-Йорк)
Корнволл-он-Гадсон (англ. Cornwall-on-Hudson) — селище (англ. village) в США, в окрузі Орандж штату Нью-Йорк. Населення — 3075 осіб (2020).

## Географія
Корнволл-он-Гадсон розташований за координатами 41°26′1″ пн. ш. 74°0′55″ зх. д. / 41.43361° пн. ш. 74.01528° зх. д. (41.433521, -74.015145).  За даними Бюро перепису населення США в 2010 році селище мало площу 5,42 км², з яких 5,15 км² — суходіл та 0,27 км² — водойми.

## Демографія
Згідно з переписом 2010 року, у селищі мешкало 3018 осіб у 1185 домогосподарствах у складі 832 родин. Густота населення становила 557 осіб/км².  Було 1269 помешкань (234/км²).
Расовий склад населення:
| - 94,2 % — білих - 1,7 % — азіатів - 1,1 % — чорних або афроамериканців - 0,1 % — корінних американців |

До двох чи більше рас належало 2,5 %. Частка іспаномовних становила 5,7 % від усіх жителів.
За віковим діапазоном населення розподілялося таким чином: 23,0 % — особи молодші 18 років, 61,7 % — особи у віці 18—64 років, 15,3 % — особи у віці 65 років та старші. Медіана віку мешканця становила 42,8 року. На 100 осіб жіночої статі у селищі припадало 97,0 чоловіків;  на 100 жінок у віці від 18 років та старших — 94,8 чоловіків також старших 18 років.
Середній дохід на одне домашнє господарство  становив 118 567 доларів США (медіана — 93 077), а середній дохід на одну сім'ю — 138 202 долари (медіана — 105 586). Медіана доходів становила 79 500 доларів для чоловіків та 52 891 долар для жінок. За межею бідності перебувало 3,5 % осіб, у тому числі 4,8 % дітей у віці до 18 років та 2,2 % осіб у віці 65 років та старших.
Цивільне працевлаштоване населення становило 1602 особи. Основні галузі зайнятості: освіта, охорона здоров'я та соціальна допомога — 28,8 %, науковці, спеціалісти, менеджери — 11,9 %, роздрібна торгівля — 11,1 %.